# Richard Piegza
 (avril 2020).
Richard Piegza (né Ryszard Piegza en 1954) est un artiste français d'origine polonaise, vivant à Paris depuis 1982.

## Biographie
Richard Piegza naît en 1954 à Trzebnica. Il travaille dans les domaines de l'art action, performance, du vidéo art,, et de l'installation. L'échange interactif est fondamental dans son activité depuis les années 1980[pas clair][réf. nécessaire].
De 1978 à 1982, il a créé et dirigé Ambasada Lingua en Pologne. Il est fondateur en 1991 de la société Wizya Vidéo Art Action. Il est l'auteur en 1998 d'un film sur l'art d'action intitulé Le Bonhomme de merde[réf. nécessaire].
En mai 1998, avec Michel Giroud et Charles Dreyfus, il a organisé une vidéoconférence, DADA-FLUXUS au Centre d'Art Contemporain de Vilnius. Il est le fondateur du Flying Carpet Airlines, et le cofondateur du premier Festival interactif franco-polonais (Interakcje) à Piotrków Trybunalski au centre de la Pologne, [réf. nécessaire].